# Ашл
Ашл (ашль, танаб) — единица измерения расстояния в мусульманских странах в Средние века. Название произошло от слова «канат», «цепь». В Персии в XVII веке для обозначения этой единицы измерения использовался термин танаб.
1 ашл (танаб) = 10 касаб = 60 локтей Хашими = 80 канонических локтей = 1/150 фарсаха = 39,9 метров.